# 李宏 (冶金专家)
李宏，冶金专家，北京科技大学教授，研究领域为节能低污染冶金技术开发、氧气转炉用石灰石代替石灰造渣炼钢、提钒炼钢新工艺等。担任中国金属学会学科发展研究特聘专家、《中国冶金》等编委会、学会委员，出版《钢铁冶炼》、《炉外精炼》等多本译著，获得多项专利。

## 生平
1970年至1979年间，在江苏省徐州钢铁厂工作，期间于1973年至1976年，就读于北京钢铁学院炼钢专业；
1982年，获北京钢铁学院（今北京科技大学）炼钢专业工学硕士学位；
1982至1994年，在北京钢铁学院、北京科技大学任教；
1986年至2000年期间，在日本多家研究所、公司做研究或任职；
2000年至今，在北京科技大学任教，其间：2004年～2005年，日本东北大学工学研究科社会人短缩博士课程，毕业获金属前沿工学博士学位。